# William Davidson (Industrieller)
William Morse „Bill“ Davidson, J.D. (* 5. Dezember 1922 in Detroit, Michigan; † 13. März 2009 in Bloomfield Hills, Michigan) war ein US-amerikanischer Milliardär und Mäzen sowie Förderer im Sportbereich.

## Leben und Werk
William Davidson studierte an der University of Michigan. 1949 absolvierte er sein Studium der Rechtswissenschaften an der Wayne State University, an der er auch promovierte.
Davidson war Präsident und CEO des amerikanischen Glasproduzenten Guardian Industries. 
Davidson war Honorarkonsul des Großherzogtums Luxemburg im US-Bundesstaat Michigan. Im europäischen Luxemburg hatte er 1981 sein erstes Guardian-Werk außerhalb der USA aufgebaut. Er wurde mit der Auszeichnung Großoffizier des Verdienstordens und Komtur des Ordens der Eichenkrone geehrt. 2004 erhielt er den Luxembourg American Business Award.
Er war ein bekannter Mäzen und ist unter anderem Namensgeber der Jewish Theological Seminary’s graduate school of education in Detroit und des Davidson Institute of Science Education at the Weizmann Institute in Israel sowie Gründer der William Davidson Graduate School of Jewish Education at the Jewish Theological Seminary in New York. 
In der „Liste der 400 reichsten US-Amerikaner“ Forbes Magazine wurde er auf Platz 62 geführt; sein Vermögen wurde auf 5,5 Milliarden US-Dollar geschätzt.

## Sportförderer, Teams
Davidson war seit 1974 Besitzer des Basketballvereins Detroit Pistons. Während dieser Zeit gewannen die Pistons dreimal (1989, 1990 und 2004) den Titel der NBA. Außerdem war er Vorsitzender der WNBA-Mannschaft Detroit Shock, die unter ihm zweimal Meister wurden (2003 und 2006). Darüber hinaus gehörte ihm die NHL-Mannschaft Tampa Bay Lightning. 2004 gewannen die Lightning den Stanley Cup. 2004 ging Davidson daher als erster Teambesitzer in die Sportgeschichte ein, der mit Mannschaften in verschiedenen Sportligen Meister wurde.
Davidson wurde 2008 in die Naismith Memorial Basketball Hall of Fame aufgenommen.